# Площад Синьория
Площад „Синьория“ (на италиански: Piazza della Signoria, Пиàца дела Синьорѝя) e централният площад на град Флоренция, Италия, седалището на гражданската власт и сърцето на социалния живот на града. L-образният площад се намира в централната част на средновековна Флоренция, южно от катедралата „Санта Мария дел Фиоре“, пред Палацо Векио. В миналото е приемал различни имена, като Площад на синьорите, Площад на приорите, Площад на херцога, Площад на Великия херцог, Площад на Кралското величество и Национален площад.

## История
Благодарение на археологическите находки, направени от 1974 г., е възможно да се установи, че първите дейности в района на площада датират от Неолита и че сегашният площад представлява важна част от древноримския град, с терми от Епохата на Адриан и с тепавица с индустриални размери в близост до театър, чиито останки са открити под Палацо Векио. 
Впоследствие (IV – V век) термите и тепавицата са изоставени и са повторно използвани от бедни сгради и занаятчийски дейности, докато е построена голяма раннохристиянска базилика (около 27x 50 м). Базиликата изглежда е останала в употреба до VII век и след това е заменена от малка църква (около 9 x 16 м), посветена на църквата „Санта Чечилия“ (датирана от VIII век и документирана през XIX век). Процесът на градска реконструкция започва през X век, което води до определянето на средновековния квартал. Кварталът по-късно е разрушен за изграждането на площада. Археологическите разкопки разкриват няколко кули, къщи и останките от две църкви (Санта Чечилия и Сан Ромоло) със съответните им гробища. Възпоменателната плоча почти на ъгъла с ул. „Калцаюоли“ припомня Свети Ромул от Фиезоле – епископ и мъченик. Плочата е приблизително там, където е била църквата и където днес се намира Палацо Бомбичи.
В северната част на площада е имало квартал на гибелинското семейство Уберти с Turris Major. Площадът започва да придобива сегашната си форма около 1268 г., когато къщите на гибелините, които някога са се намирали в района, са разрушени от гвелфите, победили при Беневенто. Това не придава на района последователно и единно оформление и той единствено е павиран през 1385 г. На площада е било разположено и правителството на Флорентинската република (Синьорията). Резиденцията се е наричала Палацо дела Синьория и е бил построена от Арнолфо ди Камбио в периода 1298 – 1310 г. Този дворец е известен и като Палацо Векио. Управлението на Флорентинската република е било оглавявано от т. нар. Гонфалониер на правосъдието. В правителството са влизали 24 приори, избирани на 2 месеца. За този период те са били длъжни да се намират в този дворец, да се събират в колегии и да вземат решение. Палацо дела Синьория е построен малко по малко, така че площадът се превръща в център на политическия живот на града, в контраст на религиозния център на Пиаца дел Дуомо и търговския площад, който е Старият пазар (Mercato Vecchio), където днес се намира Площадът на Републиката. През XIV век са добавени Лоджия „Ланци“ за публични церемонии и Търговският трибунал – институция, предназначена да урежда граждански и търговски спорове. 
След като властта е завзета от Козимо де Медичи, всички републикански учреждения са ликвидирани, а самият Козимо се настанява в Палацо Векио. През 1478 г. на прозорците на двореца са обесени участниците в Заговора на Паци, нападнали Лоренцо и Джулиано де Медичи. Седалище на гражданската власт, площадът е бил и седалище на публични екзекуции, от които най-известната е тази от 23 май 1498 г., когато Джироламо Савонарола е обесен и изгорен за ерес (плочата на площада пред Фонтана на Нептун припомня за това събитие) на същото място, където със неговите ученици е ръководел т. нар. Клада на суетите, изгаряйки много книги, стихотворения, игрални маси, дрехи и др.
Интервенциите през следващите векове се отнасят главно до скулптурното обзавеждане и достигат кулминацията си в епохата на Великото херцогство с превръщането на Лоджия „Синьория“ в нещо като музей на открито. Изграждането на Уфици в средата на XVI век също създава нова перспектива към река Арно. Площадът не е чужд на преобразуването на историческия център от XIX век, в контекста на което са извършени намеси  неоренесансов стил, като Застрахователната палата пред Палацо Векио.

## Сгради

### Палацо Векио
Централният елемент на площада е Палацо Векио, построен между 1299 и 1314 г., за да даде достойно място на Приорите на изкуствата – представителите на професионалните корпорации, държали управлението на града от 1282 г. насам и които са пребивавали в Барджело.
Архитектурният проект е дело на  Арнолфо ди Камбио, който през последните години на XIII век участва в най-важните флорентински строителни обекти: Катедралата на Флоренция, Санта Кроче и новия кръг от стени. Конформацията на сградата преосмисля характера на средновековните укрепени структури с оригиналност и представлява модел за тосканските обществени дворци, построени по-късно. По-конкретно, Кулата на Арнолфо, висока 95 метра, представлява дръзко архитектурно решение: тя е подравнена с изпъкналата галерия, вместо да бъде поставена на по-централно място. Първоначално палатът е трябвало да се появи като отделна сграда, докато последващите разширения се облягат на задната фасада, запълвайки целия участък до ул. „Леони“. По времето на републиката на Савонарола разширяването на Народния съвет до петстотин членове довежда до изграждането на Залата на петстотинте над Двор на Митницата (1495 г.). Връзката между различните сгради може да се види от страната на ул. „Гонди“, където салонът може да бъде разпознат по незавършената външна облицовка и големите прозорци на Симоне дел Поайоло Ил Кронака.
Най-значимите работи започват през 1540 г., когато великият херцог Козимо I де Медичи решава да премести резиденцията на херцогското семейство от Палацо Медичи на ул. „Ларга“ в това, което е бил Палацо Публико. Въпреки това тези интервенции засягат преди всичко интериора и новата част, гледаща към ул. „Нина“ и ул. „Леони“, докато на Пиаца дела Синьория новите и скъпоценни пространства остават скрити в сянката на суровата Кула на Арнолфо. Единствената значителна промяна на фасадата е през XIX век с разрушаването на т. нар. Аренгарий – високият мраморен парапет със седалки, построен през 1323 г. за официалните церемонии на комуната.

### Лоджия „Ланци“
Лоджията на Синьорията, наричана още Лоджия „Ланци“ (тъй като ланцкхентите са лагерували там през 1527 г.) или Лоджия „Орканя“ (поради погрешно приписване на брата на архитекта, който я е проектирал), е построена между 1376 и 1381 г. от Бенчи ди Чоне Дами (брат на Андреа Орканя) и Симоне ди Франческо Таленти с функцията на покрит „Аренгарий“, т.е. балкон за изказване пред тълпата по време на официални церемонии. От архитектурна гледна точка сградата съчетава готически елементи, като сноповидните колони и перфорираната корона, с елементи на класическа матрица, като големите кръгли арки, според специфичната флорентинска интерпретация на готическия език.
През XVI век лоджията губи първоначалната си функция, след като демократичната структура изчезва, за да се превърне в нещо като музей на открито със скулптури от колекцията на Медичите. През 1555 г. Козимо I поставя там Персей на Бенвенуто Челини, а през 1585 г. Франческо I поставя там Изнасилването на сабинянките на Джамболоня. В края на XVIII век, по времето на Леополд II, е създадено ново оформление с поставянето в лоджията на множество антични скулптури, пренесени във Флоренция от Вила Медичи в Рим. И накрая, последвалите промени от XIX век консолидират външния вид на Галерия на статуите, който тя все още запазва.

### Трибунал на търговията
Търговският трибунал (Tribunale della Mercanzia) е построен през 1359 г. на мястото, където някога е бил Римският театър, за да се помещава седалището на Търговския двор. Институтът, основан през 1308 г., е имал функцията да разрешава спорове между различните гилдии или между членовете на отделните гилдии. На фасадата отгоре има копия на гербовете на 21 гилдии, плюс този на Двора на търговията, докато оригиналите се съхраняват вътре в сградата.

### Палат „Угочони“
Палат „Угочони“ (Palazzo Ugoccioni) е построен за Джовани Угучони през 1550 г. Оригиналната архитектура на класическите форми има афинитет към римския късноренесансов стил, който в миналото е карал да се мисли за дизайн на Рафаело или Микеланджело. Декоративният ефект на фасадата на сградата освен това трябва да бъде поставен във връзка с преструктурирането на площада, поръчано от Козимо I. Чрез посредничеството на Великия херцог Угучони всъщност получава правото да построи свой собствен дворец, който е по-изпъкнал от съседните. Грубо облицованият приземен етаж е увенчан от два насложени реда от сдвоени йонийски и коринтски колони. Високите пиедестали на колоните са фино издълбани с отличителните знаци и гербовете на фамилията: котвата и мостикът, нещо като двойно гребло, което според традицията е стълбата, използвана от Угучони, от там наречен Скаландрони, за нападение на стените на врага. Над входната врата стои бюстът на Франческо I, поставен от Бенедето Угучони в знак на преданост към Великия херцог.

### Застрахователна палата
Срещу Палацо Векио се намира Общата застрахователна палата (Palazzo delle Assicurazioni Generali). Построена през 1871 г. по проект на арх. Ланди в неоренесансов стил, а четирите ѝ етажа вместо каноничните три издават модерността на сградата. Друго отклонение от флорентинската архитектурна традиция са големите арки за търговски фондове, които не оставят място за традиционната улична пейка. В него се помещава историческото кафене Rivoire.
За да се построи, са разрушени Пизанският навес от XIV век – древното седалище на Арте дел Камбио (една от седемте основни гилдии на изкуствата и занаятите във Флоренция), и църквата „Санта Чечилия“.

### Други
- Палацо дей Буонагуизи (Palazzo dei Buonaguisi) от XIV век, на входа на ул. „Калцаюоли“ (via dei Calzaiuoli). Той е една от малкото оцелели сгради след разширяването на улицата между 1841 и 1844 г., тъй като в този участък пътят вече е доста широк.
- Палацо дел Арте дей Мерканти (Palazzo dell'Arte dei Mercatanti или di Calimala) на ъгъла на ул. „Калцаюоли“, от XIII век, притежаван навремето от една от големите търговски гилдии в града – Арте дей Мерканти или ди Калимала

- Дворец и къщи на Гуидачи, известни още като „на Меридиана" (Palazzo e case dei Guidacci, detto anche "della Meridiana"), на ъгъла на ул. „Фарине“ (където се намира главният вход), гледащи към Пиаца дела Синьория.

## Скулптури на площад „Синьория“
Статуите на площада не са просто набор от високохудожествени произведения, а истински алегоричен цикъл, единствен по рода си в света, който трябва да вдъхновява управниците на града по пътя им към Палацо Векио.
Лоджия „Ланци“ е построена между 1376 и 1382 г. от Бенчи ди Чионе Дами и Симоне ди Франческо Таленти и е предназначена за срещи и приеми на Флорентинската република. В момента е музей на открито. Тук са поставени множество скулптури, изобразяващи митологични древни герои. Шест антични статуи с изображения на женски фигури идват, очевидно, от Форума на Траян в Рим и са открити през XVI век.
| Снимка          | Име                                   | Автор                                                   | Год.    | Описание |
| --------------- | ------------------------------------- | ------------------------------------------------------- | ------- | --- |
|                 | Марцоко (копие)                       | Донатело                                                | 1419    | Една от най-известните статуи на Донатело и символ на Флоренция: лъв с флорентинска лилия на щита. Още два каменни лъва са били поставени около Лоджия „Ланци“. Оригиналът е в Музей „Барджело“. |
|                 | Юдит с главата на Олоферн (копие)     | Донатело                                                | 1455-60 | Първоначално е направена за Двореца на Медичите, а след обявяването на републиката и разграбването на двореца е преместена на площада. Оригиналът е в Палацо Векио. Символ на политическата автономия на Флорентинската република. Открадната от Палацо Медичи след първото изгонване на Медичите (1495 г.), където е украсявала фонтан в градината и следователно е символизирала победата на народа срещу тираните. При завръщането на Медичите, въпреки че голяма част от активите им са изкупени и събрани отново в колекциите на семейството, статуята остава на площада, за да не обиди чувствителността на народа. |
|                 | Фонтан на Нептун                      | Бартоломео Аманати и ученици (като Джамболоня)          | 1563-65 | Създаден за сватбата на Франческо I Медичи. Първи обществен фонтан във Флоренция. Големият Нептун в бял мрамор не е много обичан от флорентинците, които го наричат Бианконе, „Белия“ (известното обобщение, изразено от народа при откриването на статуята през 1565 г., е „Аманато, Аманато, какъв красив мрамор си съсипал!“). |
|                 | Давид (копие)                         | Микеланджело                                            | 1501-4  | Поставен вляво от входа на двореца (през 1873 г. оригиналът е преместен в музея, а през 1910 г. е поставено копие). Оригиналната скулптура е направена по време на Втората република (1494-1512 г.). С Голиат, върху предстоящата битка с когото е съсредоточен Давид, се имат предвид френският крал Шарл VIII и римският папа Александър VI Борджия, които се опитват да превземат града. Зачението му също е това на народа (символизиран от Давид), който с Божията помощ побеждават тиранина (Голиат). |
|                 | Херкулес, побеждаващ Как              | Бачо Бандинели                                          | 1533    | Алегоричната тема е тази за силата и изобретателността на Херкулес, които побеждават нечестието на Как – епизод, разказан от Вергилий и други поети в сагата за Дванадесетте подвига на Херкулес. Първоначално е трябвало да бъде създадена от Микеланджело, но поради непрекъснатите му ангажименти вместо това е поверена на Бандинели, който се опитва да подражава на мощния стил на Давид, без да успее, и си спечелва много остри критики и лоша репутация на завистливец, достигнала до наши дни. |
|                 | Козимо I де Медичи на кон             | Джамболоня                                              | 1594-8  | Паметник на великия херцог на Тоскана Козимо I (1519– 1574) |
|                 | Термини                               | Винчецо де Роси(вляво), Бачо Бандинели (вдясно)         | 1542    | На входа на Палацо Векио. Мъжка и женска фигура (може би Филемон и Бавкида, които според легендата са били трансформирани от Юпитер той в дъб, а тя в липа, или пък са Термин и Ювента). |
| Лоджия „Ланци“: |                                       |                                                         |         | |
|                 | Персей с главата на Медуза (оригинал) | Бенвенуто Челини                                        | 1554    | Поръчан от Козимо I след преселването на сем. Медичи във Флоренция през 1531 г.: Персей вдига главата на победената Медуза, от която излизат змиите, ясен символ на „чистия разрез“ с републиканския опит, за съжаление на известния с разногласия град, които винаги са подкопавали истинската демокрация. |
|                 | Похищението на сабинянките            | Джамболоня                                              | 1582    | Поставена на площада през 1583 г. |
|                 | Херкулес и Нес                        | Джамболоня                                              |         | |
|                 | Менелай с тялото на Патрокъл          | Античност                                               |         | Антична статуя |
|                 | Похищението на Поликсена              | Пио Феди                                                | 1865    | |
|                 | Лъв Медичи                            | Джовани ди Скерано Фанчели (ляво) Фламинио Вака‎ (дясно) |         | |
|                 | Статуя на неизвестна жена № 1         | Античност                                               |         | Идеализираната глава е добавена по-късно. |
|                 | Статуя на неизвестна жена № 2         | Античност                                               |         | Идеализираната глава е добавена по-късно. |
|                 | Статуя на Туснелда                    | Античност                                               |         | Изобразява знатна пленница из варварското племе на херуските |
|                 | Статуя на Матидия                     | Античност                                               |         | |
|                 | Статуя на Улпия Марциана              | Античност                                               |         | |
|                 | Статуя наАгрипина Младша              | Античност                                               |         | |

## Празници
Площадът, като център на политическия живот на града, е едно от привилегированите градски пространства за провеждане на празненства, церемонии и игри, както от светски, така и от религиозен характер.
Например на 24 юни, за празника на Свети Йоан – покровителят на града, преди религиозната церемония в баптистерия на площада е бил отбелязвам Празникът на почитта. Народите, завладени от Флоренция, са преминавали пред Приорите на изкуствата в републиканската епоха, а след това пред Великия херцог, и са предлагали своите подаръци: восъчни фигури, скъпоценни тъкани и други. След това вечерта площадът е ставал театър на огньовете на Сан Джовани, които и до днес представляват най-зрелищния и профанен аспект на празника, посветен на светеца-покровител. През Средновековието целият град и по-специално площадът е бил осветяван от безброй огньове; започвайки от XIV век, с разпространението на барута, събитието се обогатява с цветни експлозии, както се вижда от фреска на Страдано в Палацо Векио. Художници и инженери са били наемани в изграждането на пиротехническото колело, сред които се е отличавал Николо Триболо – скулптор и архитект, работещ за Медичите.
Големият площад е бил предпочитаният за провеждане на Giostra del Saracino (Рицарски тунир на сарацина) – игра, възникнала през Средновековието, по времето на кръстоносните походи, и намекваща за борбата между доброто и злото, между християни и неверници. Много ценен между XVI и XVII век, празникът замира в края на XVIII век.
Всички най-важни церемонии, свързани с живота на двора на Медичите, особено сватбите на владетели или тържествата в чест на известни личности, са се провеждали на Пиаца дела Синьория. За случая са били правени ефимерни декорации по проекти на най-важните флорентински художници: сред най-известните са тези за посещението на папа Лъв X през 1513 г. и тези за сватбата на Франческо I де Медичи и Йохана Австрийска на 18 декември 1565 г.
И накрая, специален фестивал е Фиорита, който се провежда всяка година на 23 май в чест на изгарянето на Савонарола. След празнуването на литургията в Капелата на приорите в Палацо Векио, доминиканските монаси, общинските власти и гражданите се стичат на площада, за да разпръснат цветни листенца на точното място, където Савонарола е бил обесен и изгорен. Церемонията произтича от факта, че в деня след кладата мястото на мъчението е намерено покрито с цветя.

## Любопитно
Има много анекдоти за площада, също и защото той е бил център на градския живот от векове.
- Зад Фонтана на Нептун, на ъгъла на Палацо Векио, има плоча, която ясно напомня как Ото ди Гуардия е Балия (предшествениците на общинската полиция, активни от XVI до XVIII век) забраняват на всички да си изплакват дрехите и да правят повече мръсотия във фонтана, под наказание от парична глоба или, за тези, които не могат да платят – от ужасяващото изтезание с въжета (повдигането на тялото от въже, вързано за кръстосани зад гърба ръце, което води до трайно увреждане на ръцете и раменете).

- На другия ъгъл на Палацо Векио, към Уфици, мъжки профил, наречен „Importuno“ (Досадникът), е скициран върху камъка от ъгловата груба стенна облицовка. Според легендата това е импровизирана творба на Микеланджело Буонароти. Скулптурата „Херкулес, побеждаващ Как“ закрива камъка с човешкия профил, надраскан на него. Според легендата Микеланджело се е обзаложил, че може да изсече портрет на престъпник, който ще бъде обесен на площада, с гръб към образа.
- На Палацо „Гуидачи“, от северната страна, има сложен слънчев часовник от XIX век, който показва точния половин ден, разбиран като моментът, в който Слънцето достига максималната си височина, което във Флоренция се случва около 10 мин след 12 часа на обяд (13 часа, ако има лятно часово време).